# Casimir Christoph Schmidel
Casimir Christoph Schmidel ( 21 de noviembre de 1718 , Bayreuth - 18 de diciembre de 1792 , Ansbach ) fue un médico y botánico alemán.

## Biografía
Obtiene su título de doctor en medicina en la Universidad de Jena en 1742. Enseña en la nueva Universidad de Bayreuth. Y luego se desplaza en 1743 a Erlangen, y devendrá profesor de Anatomía y de Botánica. En 1763, será médico particular de la corte de Ansbach, mas no soporta la vida cortesana y será reemplazado prontamente. Estuvo a cargo de acompañar a la princesa Sofía de Wurttemberg, y visitó Lausana, Dieppe e Italia. También vuelve a Alemania, mas es afectado de parálisis y de demencia.
Publicó una edición de la obra botánica de Conrad Gessner (1516-1565) en 1754.

## Algunas publicaciones
- Icones plantarum et analyses partium, aeri incisae atque vivis coloribus insignitae ; adjectis indicibus nominum.... Erlange, tres vols. 1793-1797
- Dissertationes botanici argumenti revisae et recusae. W. Waltheri, Erlange, 1783

## Honores

### Eponimia
- (Boraginaceae) Schmidelia Boehm.[1]

- (Sapindaceae) Schmidelia L.[2]